# Zoja Roednova

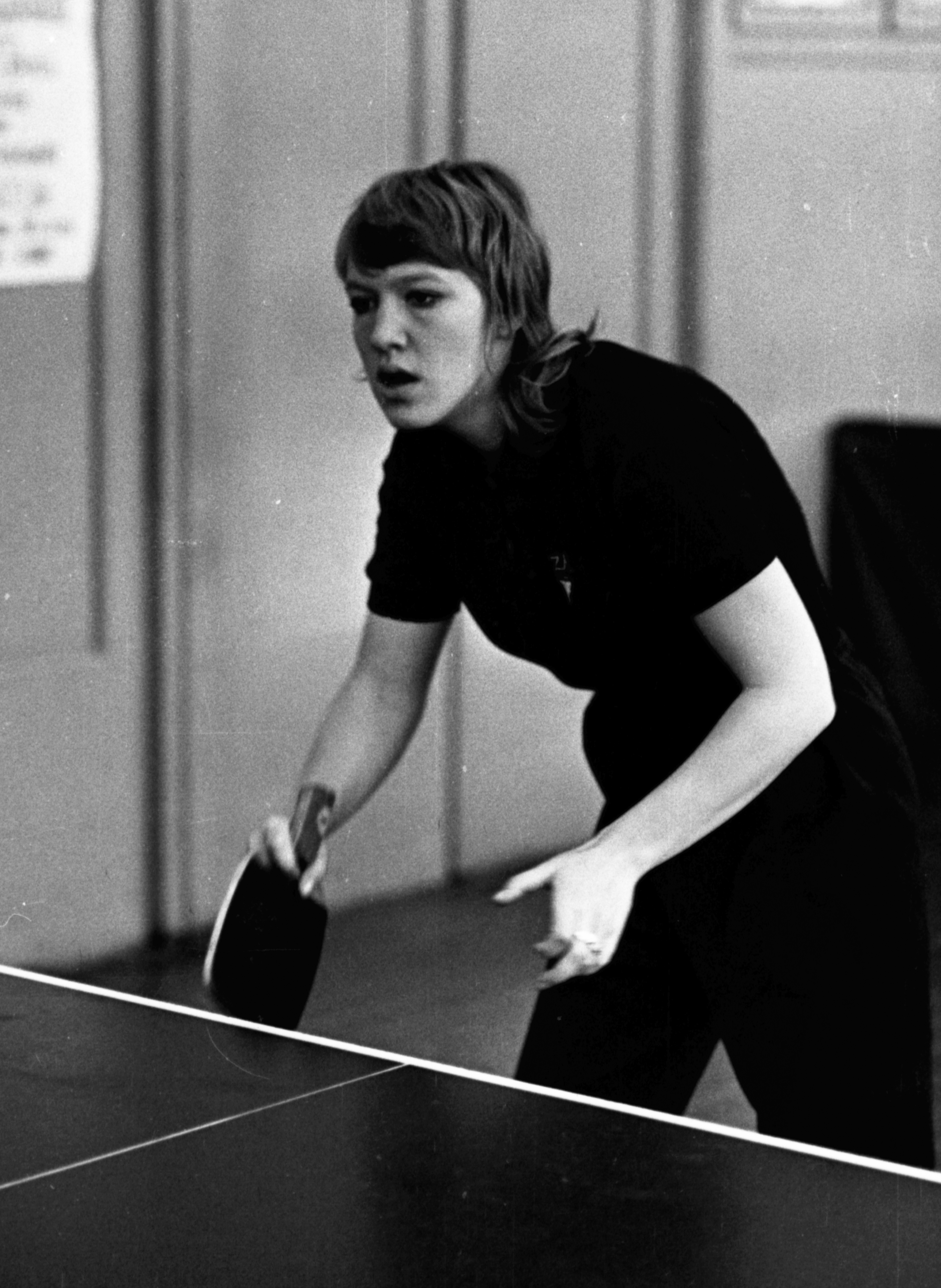

Zoja Nikolajevna Roednova (Russisch: Зоя Николаевна Руднова) (Moskou, 19 augustus 1946 – aldaar, 12 maart 2014) was een Russisch tafeltennisspeelster. Zij werd in München 1969 samen met haar landgenote Svetlana Fjodorova wereldkampioene tafeltennis en won datzelfde jaar met het nationale team van de Sovjet-Unie tevens de wereldtitel in het toernooi voor landenploegen. Roednova speelde dertien finales op verschillende Europese kampioenschappen, waarin ze nog tien titels veroverde.

## Sportieve loopbaan

### WK's
Roednova was eind jaren 60, begin jaren 70 een van de sterkste tafeltennissters van Europa en was ook op mondiaal niveau een geduchte tegenstander. Zij vierde haar sportieve hoogtepunt niettemin in 1969, toen ze in één jaar twee wereldtitels binnensleepte. Op het WK in München won ze samen met Fjodorova in de eindstrijd van het damesdubbel van het Roemeense dubbel Maria Alexandru-Golopenta/Eleonora Vlaicov-Mihalca. Beide dames kwam Roednova opnieuw tegen in de finale van de landenwedstrijd, waarbij ze ook haar tweede gouden medaille won. De laatste titel smaakte dubbel zoet, omdat ze een jaar eerder ook al in de eindstrijd van het landenspel stond, maar daarin toen nog verloor van Japan.

### EK's
Hoewel Roednova een stevige opponente was op de zeven WK's waarop ze tussen 1963 en 1977 verscheen, hield ze op Europees niveau pas echt huis. Tijdens zes edities van de Europese kampioenschappen speelde ze mee in twintig toernooien in verschillende disciplines, waarvan ze er in dertien de finale haalde. Tien daarvan sloot de Sovjetspeelster winnend af.

In het enkelspel plaatste Roednova zich zowel in Lyon 1968, Moskou 1970 als Rotterdam 1972 voor de eindstrijd. De eerste daarvan verloor ze nog van Ilona Uhlíková, maar in de tweede haalde won ze uitgerekend tegen dezelfde Tsjecho-Slowaakse haar eerste Europese kampioenschap enkelspel. Twee jaar later prolongeerde Roednova haar titel in een finale tegen Beatrix Kisházi, die dat jaar haar tweede van drie opeenvolgende Europese Top-12-toernooien won.
Ook in het dubbelspel stond Roednova tweemaal achtereen in een EK-finale en wel in 1968 en 1970. Samen met Fjodorova verloor ze wederom de eerste (van Marta Luzova en Jitka Karlíková), maar in 1970 was ook haar eerste dubbelspeltitel een feit. Roednova en Fjodorova namen in Diane Rowe en Agnes Simon de laatste hindernis naar goud.
Bijna onverslaanbaar bleek Roednova in het gemengd dubbelspel aan de zijde van haar landgenoot Stanislav Gomozkov. Van 1968 tot en met 1974 stonden ze samen in vier opeenvolgende EK-finales in deze discipline en vier keer wonnen ze samen de titel. Bovendien stond ze met de vrouwenploeg van de Sovjet-Unie ook nog in de eindstrijd van het landentoernooi van zowel 1968, 1970, Novi Sad 1974 als Praag 1976. Alleen de eerste daarvan verloor ze, tegen Duitsland. De volgende drie betekenden nog drie Europese titels.

### Europese Top-12
Roednova plaatste zich in 1972, 1973, 1974, 1976 en 1977 voor de Europese Top-12, waarop ze in Trollhättan 1974 ook dit toernooi op haar naam schreef. In de finale rekende ze wederom af met Maria Alexandru. Voor Roednova was het haar tweede Top-12 medaille, na de bronzen die ze in Zagreb 1972 opstreek. In Böblingen 1974 eindigde ze met een vierde plaats net naast het podium.